# 西尾昭二

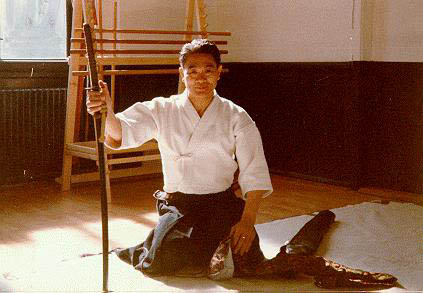
西尾昭二

西尾 昭二（にしお しょうじ、1927年12月5日 - 2005年3月15日）は、日本の武道家、合気道家。合気道創始者・植芝盛平の直弟子。

## 来歴
- 1927年（昭和2年） 青森県下北郡大畑町に生まれる。
- 1942年（昭和17年） 柔道仙波道場入門。
- 1945年（昭和20年） 講道館入門。
- 1950年（昭和25年） 神道自然流空手道入門。
- 1952年（昭和27年） 合気道入門。
- 1954年（昭和29年） 勤め先の大蔵省印刷局に世界初の合気道のクラブを創部。
- 1976年（昭和51年） 合気道8段認可。
- 2003年（平成15年） 日本武道協議会より、武道功労章を受章する。
- 2005年（平成17年） 前立腺がんのため逝去（享年77）。戒名「合道院武誉昭岳優光居士」。墓所は「想いでの丘」（埼玉県さいたま市見沼区片柳54-5）

## 概要
合気会師範として国内外で幅広く指導した。居合道・柔道・空手道・杖道など他の武道も修めており、それらの要素を技や稽古法に取り入れ独自の境地を開いた。
「西尾スタイル」とも呼ばれる独特の技術は「開祖が遺した技を正しく伝えていない」と批判されることもあったが、当身を多用する技や、当ての呼吸を基にした『作り・崩し』から『投げ・押さえ』に至る多彩な技法は、武術性に富んだ、実戦性の高い合気道として、国内はもとより海外ではなお一層高い評価を受けることになった。これにより、日本国内各地およびヨーロッパ各国やアメリカ、メキシコなどの道場で長年指導にあたった。
また、現在の合気会が規定している昇段審査規定は、西尾が講道館の審査規定を参考にして、新たに合気道用に創作したものがベースになっている。

### エピソード
- 現在合気会系道場の昇段級審査で盛んに行われる「腰投げ」は当初あまり知られた技ではなかった。これは本部の若手指導員時代の西尾と黒岩洋志雄が独自に研究開発した技であり、それが他の合気道家に広まったものであるという。[1]

## 修得した武道・武術
- 合気道（合気会8段）
- 柔道（講道館4段）
- 空手（神道自然流4段）
- 居合道（居合道7段）
- 神道夢想流杖術
- 宝蔵院流槍術

## 著作・DVD

### 著作
- 『許す武道-合気道-入身一足の理合』　どう出版、2004年、ISBN 4900586293。
- 「許す武道への道」（インタビュー）　『決定版 植芝盛平と合気道2-開祖を語る直弟子たち』　合気ニュース編集部編、どう出版、2006年、ISBN 4900586838。

### DVD
- 『西尾昭二の合気道 第一巻 逆半身片手取り/相半身片手取り編』　どう出版、2004年、ISBN 4900586412。
- 『西尾昭二の合気道 第二巻 正面打ち編』　どう出版、2004年、ISBN 4900586420。
- 『西尾昭二の合気道 第三巻 横面打ち/両手取り・袖取り/肩取り面打ち編』　どう出版、2004年、ISBN 4900586439。
- 『西尾昭二の合気道 第四巻 合気道刀法居合編』　どう出版、2004年、ISBN 4900586447。